# Dictyna armata
Dictyna armata är en spindelart som beskrevs av Tord Tamerlan Teodor Thorell 1875. Dictyna armata ingår i släktet Dictyna och familjen kardarspindlar. Inga underarter finns listade i Catalogue of Life.